# Nir Shavit
Nir Shavit (né le 18 octobre 1959) est un informaticien israélien. Il est professeur à l’université de Tel Aviv et au Massachusetts Institute of Technology. Il travaille sur les structures de données et les algorithmes de synchronisation, pour systèmes à multiprocesseurs et notamment sur la conception, l'implémentation et évaluation de structures de données concurrentes pour des machines multicœur, et les fondements mathématiques du modèle de calcul à mémoire partagée qui décrit leur comportement. 
Nir Shavit obtient en 1984 un B. Sc. et en 1986 un M. Sc. en informatique au Technion et un Ph. D. en 1990 à l'université hébraïque de Jérusalem sous la direction de Danny Dolev (en) (titre de la thèse :« Concurrent time stamping ». De 1999 à 2011 il était chez Sun Labs et Oracle Labs.
En 2004 il reçoit le prix Gödel pour The topological structure of asynchronous computation avec Maurice Herlihy; le prix est attribué cette même année aussi à Michael Saks et Fotios Zaharoglou et en 2012 le Dijkstra-Preis pour la première introduction de la mémoire transactionnelle logicielle. En 2013, il est Fellow de l'ACM.
Il était président du comité de programme du Symposium on Principles of Distributed Computing (PODC 2001) et du Symposium on Parallelism in Algorithms and Architectures (SPAA 2008), tous deux de l'ACM.

## Ouvrages (sélection)
Livre
- Maurice Herlihy et Nir Shavit, The Art of Multiprocessor Programming, Elsevier, 2012 (1re éd. 2008), 508 p. (ISBN 978-0-12-397337-5 et 0123973376, lire en ligne).

Édition de séminaire
- Christof Fetzer, Tim Harris, Maurice Herlihy et Nir Shavit (éditeurs), Transactional Memory : From Implementation to Application, 08.06. - 13.06.2008., Schloss Dagstuhl - Leibniz-Zentrum für Informatik, coll. « Dagstuhl Seminar Proceedings 08241, », 2008 (lire en ligne)